# Barychelus
Barychelus es un género de arañas migalomorfas de la familia Barychelidae. Se encuentra en Nueva Caledonia.

## Lista de especies
Según The World Spider Catalog 11.5:
- Barychelus badius Simon, 1889
- Barychelus complexus Raven, 1994